# Miguel Muñoz Mora
Miguel Muñoz Mora (Blanes, Gerona, 13 de abril de 1995), más conocido como Mumo o Miki Muñoz, es un futbolista español que juega de centrocampista en las filas del Burgos Club de Fútbol de la Segunda División de España.

## Trayectoria
Mumo es un mediocentro formado en las categorías inferiores del Blanes y del Girona FC. En 2009 ingresó en la cantera del Real Madrid CF para reforzar al cadete "B". 
En la temporada 2012-13, Miki disputó la División de Honor Juvenil en la temporada como paso previo a su salto al Real Madrid Club de Fútbol "C", donde permaneció dos campañas, una de ellas en Segunda División B. 
En verano de 2015, Miki firmó por el CE L’Hospitalet de la Segunda División B, jugando 29 encuentros pese a su juventud (20 años) y anotando dos goles. 
En la temporada 2016-17, firma por el Club Lleida Esportiu de la Segunda División B, con el que jugó 28 encuentros entre Liga y Copa y marcó un gol.
En verano de 2017, Miki firmó un contrato con el Valencia Club de Fútbol, que le incorporó a su filial pagando traspaso al equipo leridano por 25.000 euros más variables.  Con el Valencia Club de Fútbol Mestalla, Miki jugó 57 partidos ligueros en dos temporadas y fue elegido capitán antes de desvincularse en verano de 2019.
En el mercado de invierno de la temporada 2019-20, Miki se unió al Burgos Club de Fútbol de la Segunda División B. Tras la supensión de la liga, solo le daría tiempo a jugar 8 partidos en los que anotaría un gol.
En la temporada 2020-21, jugaría 15 partidos en los que anotaría un gol.
El 23 de mayo de 2021, logra el ascenso a la Segunda División de España, tras vencer en la final de la eliminatoria de ascenso al Bilbao Athletic en el Estadio Francisco de la Hera de Almendralejo.

## Clubes
| Club                             | País   | Año             |
| -------------------------------- | ------ | --------------- |
| Real Madrid Club de Fútbol "C"   | España | 2013-2015       |
| CE L’Hospitalet                  | España | 2015-2016       |
| Club Lleida Esportiu             | España | 2016-2017       |
| Valencia Club de Fútbol Mestalla | España | 2017-2019       |
| Burgos Club de Fútbol            | España | 2020-Actualidad |